# Naturschutzgebiet Drommecke
Das Naturschutzgebiet Drommecke mit einer Größe von 7,1 ha liegt südöstlich von Lenne im Stadtgebiet von Schmallenberg. Das Gebiet wurde 2008 mit dem Landschaftsplan Schmallenberg Südost durch den Hochsauerlandkreis als Naturschutzgebiet (NSG) ausgewiesen.

## Gebietsbeschreibung
Beim NSG handelt es sich um den oberen Teil des Kerbtalsiepens der Drommecke. Bei der Drommecke handelt es sich um einen linken Seitenbach der Uentrop, die ihrerseits von links zur Lenne fließt. Im NSG befinden sich zahlreiche Quellen und Quellrinnsale. Der obere Bereich des NSG hat Schluchtwald-Charakter.

## Pflanzenarten im NSG
Auswahl durch das Landesamt für Natur, Umwelt und Verbraucherschutz Nordrhein-Westfalen dokumentierter Pflanzenarten: Bachbunge, Bergfarn, Buchenfarn, Echter Wurmfarn, Echtes Springkraut, Eichenfarn, Frauenfarn, Gegenblättriges Milzkraut, Großer Dornfarn, Hain-Sternmiere, Kleiner Dornfarn, Kohldistel, Kriechender Günsel, Mittleres Hexenkraut, Quell-Sternmiere, Quirl-Weißwurz, Rauhhaariger Kälberkropf, Riesen-Schwingel, Sprossender Bärlapp, Sumpf-Pippau, Wald-Schaumkraut, Weißes Straußgras, Winkel-Segge und Zarte Binse.

## Schutzzweck
Das NSG soll das Tal und den Bach der Drommecke mit seinem Arteninventar schützen.
Wie bei allen Naturschutzgebieten in Deutschland wurde in der Schutzausweisung darauf hingewiesen, dass das Gebiet „wegen der Seltenheit, besonderen Eigenart und Schönheit des Gebietes“ zum Naturschutzgebiet wurde.